# J. Francis Harter
John Francis Harter (* 1. September 1897 in Perry, Wyoming County, New York; † 20. Dezember 1947 in Eggertsville, New York) war ein US-amerikanischer Politiker. Zwischen 1939 und 1941 vertrat er den Bundesstaat New York im US-Repräsentantenhaus.

## Leben
Francis Harter besuchte die öffentlichen Schulen seiner Heimat. Während des Ersten Weltkrieges diente er in einem Offiziersausbildungslager in Virginia. Nach einem anschließenden Jurastudium an der University at Buffalo und seiner 1920 erfolgten Zulassung als Rechtsanwalt begann er in Buffalo in seinem neuen Beruf zu arbeiten. Politisch schloss er sich der Republikanischen Partei an.
Bei den Kongresswahlen des Jahres 1938 wurde Harter im 41. Wahlbezirk von New York in das US-Repräsentantenhaus in Washington, D.C. gewählt, wo er am 3. Januar 1939 die Nachfolge des Demokraten Alfred F. Beiter antrat. Da er im Jahr 1940 nicht bestätigt wurde, konnte er bis zum 3. Januar 1941 nur eine Legislaturperiode im Kongress absolvieren. Während dieser Zeit wurden dort die letzten New-Deal-Gesetze der Roosevelt-Regierung verabschiedet.
Nach seiner Zeit im US-Repräsentantenhaus praktizierte Harter wieder als Anwalt. Er starb am 20. Dezember 1947 in Eggertsville.